# Dypsis soanieranae
Dypsis soanieranae är en enhjärtbladig växtart som beskrevs av Henk Jaap Beentje. Dypsis soanieranae ingår i släktet Dypsis och familjen Arecaceae. IUCN kategoriserar arten globalt som otillräckligt studerad. Inga underarter finns listade i Catalogue of Life.